# Милидовская (гора)
Мили́довская гора́ (бел. Мілі́даўская гара́) — гора (холм) у деревни Милидовщина Сморгонского района Гродненской области Беларуси. Высшая точка Ошмянской возвышенности, высота над уровнем моря — 320 метров.
Образовалась около 130—150 тысяч лет тому назад во время сожского оледенения. Сложена моренными суглинками и крупнозернистыми песчаными почвами, встречаются валуны. В нижней и средней части склонов покрыта лёссовидными пылеватыми суглинками. Вершина с выпуклыми склонами, крутизна которых на северо-западе до 35°, на юге до 10°. Почвы дерново-подзолистые. Вершина покрыта лесом, средняя и нижняя части склонов частично распаханы.
Милидовская гора объявлена геолого-геоморфологическим памятником природы республиканского значения. В туристическом плане привлекательна для пеших и лыжных походов.